# آکیرا یوشیدا
آکیرا یوشیدا (ژاپنی: 吉田 晃؛ زادهٔ ۹ ژوئیهٔ ۲۰۰۱) یک بازیکن فوتبال اهل ژاپن است.
از باشگاه‌هایی که در آن بازی کرده‌است می‌توان به باشگاه فوتبال ناگویا گرامپوس اشاره کرد.